# 2472 Bradman
A 2472 Bradman (ideiglenes jelöléssel 1973 DG) a Naprendszer kisbolygóövében található aszteroida. Luboš Kohoutek fedezte fel 1973. február 27-én, Bergedorfban. Nevét Don Bradmanről, a híres ausztrál krikettjátékosról kapta.